# (1137) Raïssa
(1137) Raïssa ist ein Asteroid des Hauptgürtels, der am 27. Oktober 1929 vom russischen Astronomen Grigori Nikolajewitsch Neuimin in Simejis entdeckt wurde.
Benannt ist der Asteroid nach der Berechnerin von Asteroidenbahnen Raïssa Maseeva.